# Université de Northampton
L'université de Northampton (en anglais : University of Northampton) est une université publique anglaise située à Northampton. Fondée en 1975 comme Nene College, elle accède au statut d'université en 2005.

## Composantes
L'université est composée de 6 facultés :
- Faculté des arts
- Faculté de sciences appliquées
- Faculté d'éducation
- Faculté de sciences de la santé
- École de commerce
- Faculté de sciences sociales